# Mitch Landrieu
Mitchell Joseph (Mitch) Landrieu (New Orleans (Louisiana), 16 augustus 1960) is een Amerikaans politicus van de Democratische Partij. Hij was burgemeester van New Orleans van mei 2011 tot mei 2018. Eerder was hij de luitenant-gouverneur van Louisiana onder gouverneurs Kathleen Blanco en Bobby Jindal van 2004 tot 2011.

## Politiek
Als burgemeester heeft hij zich bezig gehouden met de reconstructie van New Orleans na de verwoesting van orkaan Katrina in 2004.
- Gemeinsame Normdatei: 1203160089
- International Standard Name Identifier: 0000 0003 5614 8736
- Library of Congress Control Number: no2011127815
- Virtual International Authority File: 179742263
- WorldCat: E39PBJxmCQFWxVmMpRkQQptHYP